# Tournoi de Wimbledon 1896
 (novembre 2023).
Si vous disposez d'ouvrages ou d'articles de référence ou si vous connaissez des sites web de qualité traitant du thème abordé ici, merci de compléter l'article en donnant les références utiles à sa vérifiabilité et en les liant à la section « Notes et références ».
Résultats du Tournoi de Wimbledon 1896.

## Simple messieurs
Finale : Harold Mahony  Royaume-Uni bat Wilfred Baddeley  Royaume-Uni 6-2, 6-8, 5-7, 8-6, 6-3

## Simple dames
Finale : Charlotte Cooper  Royaume-Uni bat Alice Simpson  Royaume-Uni 6-2, 6-3